# Lysidine
La lysidine, ou 2-lysylcytidine, est un nucléoside rare qu'on trouve essentiellement dans les ARNt. C'est un dérivé de la cytidine dans lequel le carbonyle est remplacé par un résidu de lysine, un acide α-aminé.
Le troisième nucléoside de l'anticodon de l'ARNt d'isoleucine subit ainsi une modification post-transcriptionnelle convertissant la cytidine en lysidine, ce qui a pour effet de remplacer un nucléoside formant une paire avec la guanosine par un nucléoside formant une paire avec l'adénosine. Si de l'uridine se trouvait dans cette position, elle pourrait s'apparier avec la guanosine autant qu'avec l'adénosine par wobble pairing ; la présence de lysidine à cet endroit garantit donc une meilleure fidélité traductionnelle à cet ARNt,.

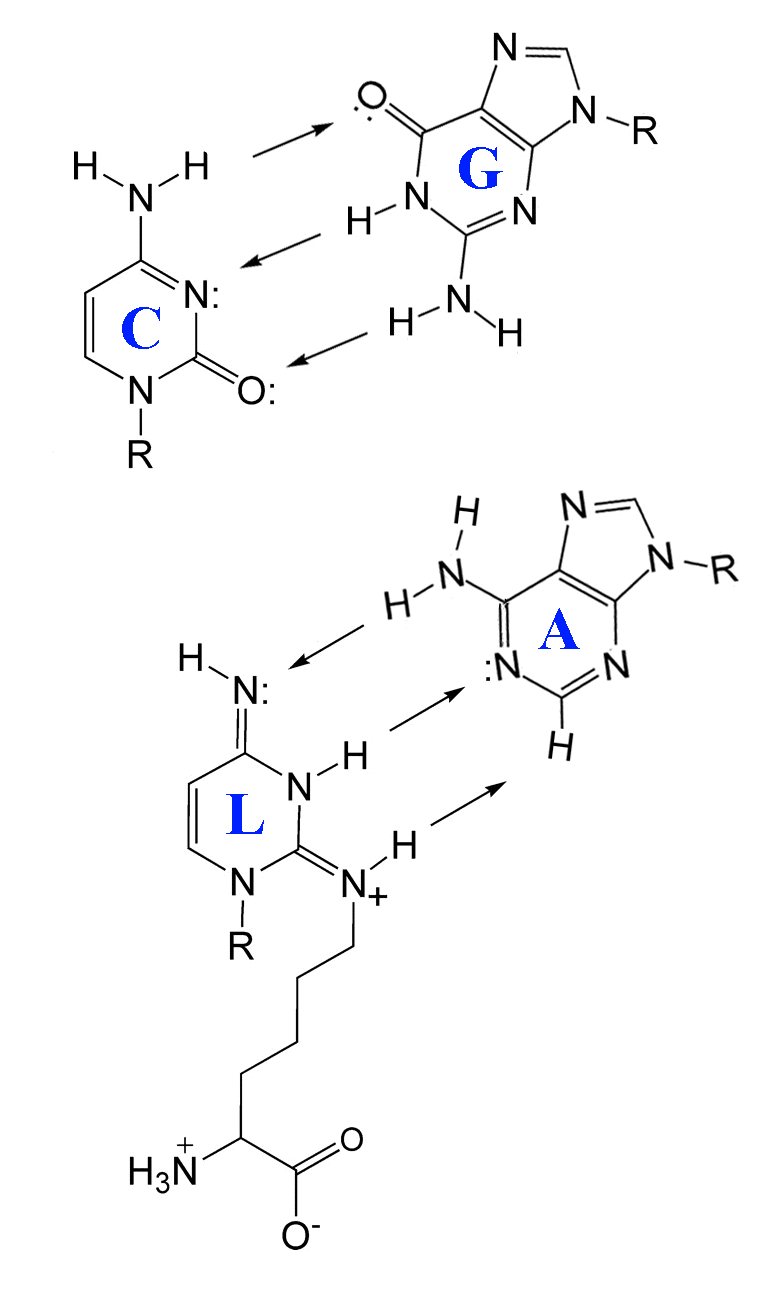
Paire de bases formée par la lysidine et l'adénosine (en bas) comparée à celle formée par la cytidine et la guanosine.